# Mount Rich
Mount Rich ist ein isolierter, 1381 m hoher Berggipfel in den Brown Hills der Cook Mountains in der antarktischen Ross Dependency. Er ragt 8 km nordwestlich des Diamond Hill auf.
Teilnehmer einer von 1962 bis 1963 dauernden Kampagne im Rahmen der neuseeländischen Victoria University’s Antarctic Expeditions nahmen eine Kartierung vor. Namensgeber ist der US-amerikanische Geologe Charles C. Rich (* 1922) vom United States Antarctic Research Program,  stellvertretender Leiter der Forschungsreise.